# Campionato francese di rugby a 15 1978-1979
Il Campionato francese di rugby a 15 1978-1979 fu disputato da 80 squadre: 40 erano divise in 4 poule di 10 squadre del "gruppo "A". Le prime 7 erano classificate per i sedicesimi.
Ad esse si aggiungevano 40 squadre del  "Gruppo B" delle quali 4 si qualificarono per la fase ad eliminazione diretta.
Il RC Narbonne conquista il titolo dopo aver battuto lo Stade bagnérais in finale. Il Narbonne torna al successo dopo il titolo del 1936.

## Fase di qualificazione
(Le squadre sono indicate secondo la classifica finale del gruppo di qualificazione. In grassetto le qualificate al turno successivo)
| - AS Béziers - RC Toulon - SC Graulhet - FC Oloron - Stade bagnérais - Stade rochelais - Stade aurillacois - FC Auch - Thuir - UA Gaillac - USA Perpignan - CA Brive - ASM Clermont - US Romans - US Carcassonne - ES Avignon Saint-Saturnin - US bressane - Racing club de France - US Montauban - SA Mauléon | - Stade toulousain - RRC Nice - SC Mazamet - FC Lourdes - Section paloise - SU Agen - Stadoceste tarbais - SC Tulle - Castres olympique - Stade montois - RC Narbonne - Biarritz olympique - Aviron bayonnais - US Dax - Valence - CS Bourgoin-Jallieu - Saint-Jean-de-Luz OR - Boucau stade - CA Bègles - Tyrosse RCS |

## Fase di qualificazione del Gruppo B
Qualificate :
- FC Grenoble
- USA Limoges
- Montchanin
- CA Périgueux

## Sedicesimi di finale
(In grassetto le qualificate al turno successivo)
| Squadra 1          | Squadra 2                 | Risultati |
| ------------------ | ------------------------- | --------- |
| Stade toulousain   | CA Périgueux              | 18-10     |
| Valence            | Section paloise           | 28-4      |
| ASM Clermont       | US bressane               | 15-12     |
| RC Toulon          | CS Bourgoin-Jallieu       | 45-21     |
| CA Brive           | Stadoceste tarbais        | 18-25     |
| Aviron bayonnais   | Saint-Jean-de-Luz OR      | 13-6      |
| US Carcassonne     | US Romans                 | 18-6      |
| RC Narbonne        | USA Limoges               | 61-14     |
| Biarritz olympique | Stade aurillacois         | 20-9      |
| SC Mazamet         | SU Agen                   | 3-20      |
| SC Graulhet        | US Dax                    | 19-12     |
| USA Perpignan      | FC Grenoble               | 4-4       |
| AS Béziers         | Montchanin                | 30-3      |
| FC Lourdes         | Stade bagnérais           | 9-18      |
| FC Oloron          | Stade rochelais           | 3-0       |
| RRC Nice           | ES Avignon Saint-Saturnin | 17-13     |

## Ottavi di finale
(In grassetto le qualificate ai quarti di finale)
| Squadra 1          | Squadra 2        | Risultati |
| ------------------ | ---------------- | --------- |
| Stade toulousain   | Valence          | 7-3       |
| ASM Clermont       | RC Toulon        | 21-14     |
| Stadoceste tarbais | Aviron bayonnais | 10-29     |
| US Carcassonne     | RC Narbonne      | 12-21     |
| Biarritz olympique | SU Agen          | 17-21     |
| SC Graulhet        | FC Grenoble      | 16-10     |
| AS Béziers         | Stade bagnérais  | 6-9       |
| FC Oloron          | RRC Nice         | 22-23     |

## Quarti di finale
(In grassetto le qualificate alle semifinali)
| Squadra 1        | Squadra 2    | Risultati |
| ---------------- | ------------ | --------- |
| Stade toulousain | ASM Clermont | 10-12     |
| Aviron bayonnais | RC Narbonne  | 7-18      |
| SU Agen          | SC Graulhet  | 13-9      |
| Stade bagnérais  | RRC Nice     | 14-10     |

## Semifinali
(In grassetto le qualificate alla finale)
| Squadra 1    | Squadra 2       | Risultati |
| ------------ | --------------- | --------- |
| ASM Clermont | RC Narbonne     | 9-19      |
| SU Agen      | Stade bagnérais | 9-25      |

## Finale
| Arbitro: | Francis Palmade |

| |            | |
| mete: Trallero c.p.: Pariés 2 | Marcatori  | |
| Titolari : Guy Colomine, Pierre Salettes, Guy Martinez, Claude Spanghero, Patrick Salas, Michel Ponçot, Alain Montlaur, Yves Malquier, Guy Ramon, Lucien Pariès, Christian Trallero, Didier Codorniou, François Sangalli, Henri Ferrero, Jean-Michel Benacloï Sostituti : Daniel Trévisan, Joseph Provenzale, Pierre Bouisset, André Maratuech | Formazioni | Titolari : Michel Laguerre-Basse, Antranik Torossian, Michel Urtizverea, Yves Duhard, Claude Pourtal, Claude Frutos, Serge Landais, André Cazenave, Adrien Mournet, Gérard Ara, Roland Anton, Pierre Rispal, Roland Bertranne, Jean-François Gourdon, Jean-Michel Aguirre Sostituti : René Vergez, Gérard Chevallier, Michel Aragnouet, Pierre Domec, Francis Meirhaegue |